# GitHub
GitHub – hostingowy serwis internetowy przeznaczony do projektów programistycznych wykorzystujących system kontroli wersji Git. Stworzony został przy wykorzystaniu frameworka Ruby on Rails i języka Erlang. Serwis działa od kwietnia 2008 roku. GitHub udostępnia darmowy hosting programów otwartoźródłowych i prywatnych repozytoriów (część funkcji w ramach prywatnych repozytoriów jest płatna). W czerwcu 2018 ogłoszono, iż serwis zostanie przejęty przez przedsiębiorstwo Microsoft za kwotę 7,5 miliarda dolarów.
W maju 2019 roku GitHub poinformował, że ma około 37 milionów użytkowników i więcej niż 100 milionów repozytoriów (w tym co najmniej 28 milionów repozytoriów publicznych).

## Funkcje GitHuba
Wybrane funkcje, które występują w systemie GitHub:
- bugtracker,
- forki repozytoriów, czyli kopia w osobnym repozytorium należąca do innego użytkownika,
- pull requesty – osoba mająca forka może zgłosić swój kod do złączenia z głównym repozytorium,
- statystyki,
- organizacje zrzeszające programistów pracujących nad repozytoriami,
- web hooks – wywołanie operacji na repozytorium wysyła informację do innego serwisu lub skryptu,

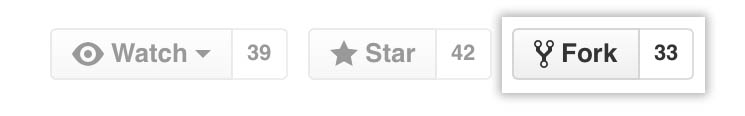
Popularne przyciski w serwisie: obserwowanie, oznaczenie gwiazdką oraz fork, czyli skopiowanie repozytorium.

- wiki dla celów dokumentacji.

## GitHub Gist
GitHub udostępnia usługę GitHub Gist, służącą do szybkiego tworzenia pojedynczych plików zawierających najczęściej kod.
Możliwości usługi:
- Tworzenie prywatnych plików (ale dostępnych dla każdego, kto ma link do kodu),
- Tworzenie publicznych plików dostępnych dla każdego,
- Dzielenie się plikami z innymi użytkownikami.

## GitHub Pages
Ponadto GitHub udostępnia usługę zwaną GitHub Pages, służącą do szybkiego tworzenia stron internetowych, których kod jest opublikowany w ramach repozytoriów Gita umieszczonych w serwisie. Usługa Github Pages opiera się na systemie Jekyll napisanym na języku Ruby
Możliwości usługi:
- darmowe stworzenie strony personalnej, dla organizacji lub projektu,
- możliwość utworzenia własnej strony w oparciu o statyczne pliki strony internetowej lub stworzenie bloga przy zastosowaniu silnika Jekyll[5],
- możliwość podłączenia własnej domeny do danej strony internetowej[6] (lub skorzystania z darmowej subdomeny w ramach adresu github.io),
- darmowy certyfikat SSL dla wszystkich stron w domenie github.io, z możliwością wygenerowania certyfikatu od Let's Encrypt dla stron obsługujących własne domeny[7].

## Archiwum, które ma przetrwać tysiąc lat
W 2020 roku GitHub poinformował, że udało się zarchiwizować otwarty kod źródłowy z serwisu na rolkach fotoczułego filmu, piqlFilm, które jest w stanie odczytać człowiek przez szkło powiększające i komputer. 
Archiwum zajmuje 21 TB i zostało umieszczone w przygotowanym schronie, w podziemnej kopalni w Svalbardzie, Norwegii, jako część Światowego Archiwum Arktycznego